# 9537 Nolan
9537 Nolan eller 1982 BM är en asteroid i huvudbältet som upptäcktes den 18 januari 1982 av den amerikanske astronomen Edward L.G. Bowell vid Anderson Mesa Station. Den är uppkallad efter den amerikanske astronomen Michael C. Nolan.
Asteroiden har en diameter på ungefär 11 kilometer.